# Saint Peter and Saint Paul
Saint Peter and Saint Paul est une communauté non incorporée dans le Lot 1 sur l'Île-du-Prince-Édouard, au Canada, au sud-ouest de Tignish.